# Francis Cabrel
Francis Christian Cabrel (phát âm tiếng Pháp: [fʁɑ̃sis kʁistjɑ̃ kabʁɛl]; sinh ngày 23 tháng 11 năm 1953) là ca sĩ, nhạc sĩ và nghệ sĩ guitar người Pháp. Cabrel được coi là một trong những ca sĩ có ảnh hưởng nhất trong lịch sử âm nhạc Pháp, và từng phát hành rất nhiều album thành công ở các thể loại folk, đồng quê và blues. Những sáng tác của ông như "L'encre de tes yeux", "Je l'aime à mourir", "Le chêne liège" và "La corrida" đều được công chúng vô cùng mến mộ.
Cabrel được công chúng biết tới với bản tình ca "Petite Marie" (1974) mà anh viết về người vợ sau này của mình, Mariette. Shakira từng hát lại sáng tác "Je l'aime à mourir" và đưa nó thành bản hit toàn cầu. Năm 2015, một cuốn tiểu sử về cuộc đời Cabrel đã được phát hành dù không được anh cho phép, làm dấy lên những lùm xùm suốt một thời gian dài.

## Album

### Album phòng thu
| Tiêu đề                                       | Chi tiết                                                                                                | Vị trí cao nhất | Vị trí cao nhất | Vị trí cao nhất | Vị trí cao nhất | Vị trí cao nhất | Vị trí cao nhất | Vị trí cao nhất | Chứng chỉ                                                                 | Doanh số                   |
| Tiêu đề                                       | Chi tiết                                                                                                | FRA             | BEL (Fl)        | BEL (Wa)        | CAN             | QUE             | ROD             | SWI             | Chứng chỉ                                                                 | Doanh số                   |
| --------------------------------------------- | --- | --------------- | --------------- | --------------- | --------------- | --------------- | --------------- | --------------- | ------------------------------------------------------------------------- | -------------------------- |
| Les Murs de poussière                         | - Phát hành: 1977 - Hãng đĩa: CBS - Định dạng: LP • cassette                                            | —               | —               | —               | —               | —               | —               | —               | - FRA: Bạch kim                                                           |                            |
| Les Chemins de traverse                       | - Phát hành: 1979 - Hãng đĩa: CBS - Định dạng: LP • cassette                                            | 2               | —               | —               | —               | —               | —               | —               | - FRA: 2× Bạch kim                                                        |                            |
| Fragile                                       | - Phát hành: 20 tháng 5 năm 1980 - Hãng đĩa: CBS - Định dạng: LP • cassette                             | 2               | —               | —               | —               | —               | —               | —               | - FRA: Kim cương                                                          |                            |
| Carte postale                                 | - Phát hành: 14 tháng 9 năm 1981 - Hãng đĩa: CBS - Định dạng: LP • cassette                             | —               | —               | —               | —               | 15              | —               | —               | - FRA: 2× Bạch kim                                                        |                            |
| Quelqu'un de l'intérieur                      | - Phát hành: 25 tháng 8 năm 1983 - Hãng đĩa: CBS - Định dạng: LP • cassette • CD                        | —               | —               | —               | —               | 1               | —               | —               | - FRA: 2× Bạch kim - CAN: Vàng                                            |                            |
| Photos de voyages                             | - Phát hành: 9 tháng 10 năm 1985 - Hãng đĩa: CBS - Định dạng: LP • cassette • CD                        | 6               | —               | —               | —               | 1               | —               | —               | - FRA: 2× Bạch kim - CAN: Vàng                                            |                            |
| Sarbacane                                     | - Phát hành: 21 tháng 2 năm 1989 - Hãng đĩa: CBS - Định dạng: LP • cassette • CD                        | 1               | —               | —               | —               | 1               | —               | —               | - FRA: Kim cương - CAN: 2× Bạch kim - SWI: Bạch kim                       | - Toàn thế giới: 2.000.000 |
| Samedi soir sur la Terre                      | - Phát hành: 3 tháng 4 năm 1994 - Hãng đĩa: Columbia - Định dạng: LP • cassette • CD • MiniDisc         | 1               | 1               | 1               | —               | 1               | —               | —               | - FRA: Kim cương - BEL: 4× Bạch kim - CAN: 2× Bạch kim - SWI: 2× Bạch kim |                            |
| Hors-saison                                   | - Phát hành: 29 tháng 3 năm 1999 - Hãng đĩa: Columbia - Định dạng: LP • cassette • CD • tải kỹ thuật số | 1               | —               | 1               | —               | 1               | —               | —               | - FRA: Kim cương - BEL: 2× Bạch kim - CAN: Vàng - SWI: Bạch kim           |                            |
| Les Beaux Dégâts                              | - Phát hành: 17 tháng 5 năm 2004 - Hãng đĩa: Columbia - Định dạng: LP • CD • SACD • tải kỹ thuật số     | 1               | 75              | 1               | 9               | 2               | —               | 3               | - FRA: 2× Bạch kim - BEL: Vàng - SWI: Vàng                                |                            |
| Des roses et des orties                       | - Phát hành: 31 tháng 3 năm 2008 - Hãng đĩa: Columbia - Định dạng: LP • CD • tải kỹ thuật số            | 1               | 81              | 1               | 5               | 3               | —               | 3               | - FRA: Kim cương - BEL: 2× Bạch kim - SWI: Bạch kim                       | - FRA: 800.000             |
| Vise le ciel ou Bob Dylan revisité            | - Phát hành: 22 tháng 10 năm 2012 - Hãng đĩa: Columbia - Định dạng: LP • CD • tải kỹ thuật số           | 1               | 63              | 1               | —               | 14              | 3               | 10              | - FRA: 2× Bạch kim - BEL: Vàng                                            | - FRA: 120.000             |
| In extremis                                   | - Phát hành: 27 tháng 4 năm 2015 - Hãng đĩa: Columbia - Định dạng: LP • CD • tải kỹ thuật số            | 1               | 81              | 1               | 5               | 3               | —               | 3               | - FRA: 3× Bạch kim - BEL: Bạch kim                                        | - FRA: 300.000             |
| À l'Aube revenant                             | - Phát hành: 16 tháng 10 năm 2020 - Hãng đĩa: Columbia - Định dạng: LP • CD • tải kỹ thuật số           | 1               | 49              | 1               | —               | —               | —               | 1               |                                                                           |                            |
| "—" không phát hành hoặc không được xếp hạng. | |                 |                 |                 |                 |                 |                 |                 |                                                                           |                            |

### Album trực tiếp
| Tiêu đề                                       | Chi tiết                                                                                            | Vị trí cao nhất | Vị trí cao nhất | Vị trí cao nhất | Vị trí cao nhất | Vị trí cao nhất | Vị trí cao nhất | Vị trí cao nhất | Chứng chỉ                          | Doanh số |
| Tiêu đề                                       | Chi tiết                                                                                            | FRA             | BEL (Fl)        | BEL (Wa)        | CAN             | QUE             | ROD             | SWI             | Chứng chỉ                          | Doanh số |
| --------------------------------------------- | --------------------------------------------------------------------------------------------------- | --------------- | --------------- | --------------- | --------------- | --------------- | --------------- | --------------- | ---------------------------------- | -------- |
| Cabrel Public                                 | - Phát hành: 16 tháng 11 năm 1984 - Hãng đĩa: CBS - Định dạng: LP • cassette • CD                   | —               | —               | —               | —               | 1               | —               | —               | - FRA: 2× Bạch kim - CAN: Bạch kim |          |
| D'une ombre à l'Autre                         | - Phát hành: 30 tháng 9 năm 1991 - Hãng đĩa: Columbia - Định dạng: LP • cassette • CD               | —               | —               | —               | —               | 33              | —               | —               | - FRA: 2× Bạch kim                 |          |
| Double Tour (Électrique & Acoustique)         | - Phát hành: 16 tháng 10 năm 2000 - Hãng đĩa: Columbia - Định dạng: LP • CD • tải kỹ thuật số       | 2               | —               | 15              | —               | 43              | —               | —               | - FRA: 2× Vàng                     |          |
| La tournée des Bodegas                        | - Phát hành: 21 tháng 11 năm 2005 - Hãng đĩa: Columbia - Định dạng: LP • CD • DVD • tải kỹ thuật số | 15              | —               | 21              | —               | —               | —               | 63              | - FRA: Vàng                        |          |
| L'In Extremis Tour                            | - Phát hành: 14 tháng 10 năm 2016 - Hãng đĩa: Sony - Định dạng: LP • CD • DVD • tải kỹ thuật số     | 4               | 110             | 3               | —               | —               | 4               | 16              | - FRA: Vàng                        |          |
| Trobador Tour                                 | - Phát hành: 3 tháng 12 năm 2021 - Hãng đĩa: Sony - Định dạng: LP • CD • DVD • tải kỹ thuật số      | 16              | —               | 7               | —               | —               | —               | —               |                                    |          |
| "—" không phát hành hoặc không được xếp hạng. | |                 |                 |                 |                 |                 |                 |                 |                                    |          |

### Album tuyển tập
| Tiêu đề                                       | Chi tiết                                                                                             | Vị trí cao nhất | Vị trí cao nhất | Vị trí cao nhất | Vị trí cao nhất | Vị trí cao nhất | Vị trí cao nhất | Vị trí cao nhất | Chứng chỉ                                                       | Doanh số |
| Tiêu đề                                       | Chi tiết                                                                                             | FRA             | BEL (Fl)        | BEL (Wa)        | CAN             | QUE             | ROD             | SWI             | Chứng chỉ                                                       | Doanh số |
| --------------------------------------------- | --- | --------------- | --------------- | --------------- | --------------- | --------------- | --------------- | --------------- | --------------------------------------------------------------- | -------- |
| Canta en Español                              | - Phát hành: 1985 - Hãng đĩa: CBS - Định dạng: LP • cassette • CD                                    | —               | —               | —               | —               | —               | —               | —               |                                                                 |          |
| Cabrel 77-87                                  | - Phát hành: 17 tháng 11 năm 1987 - Hãng đĩa: CBS - Định dạng: LP • cassette • CD                    | 28              | —               | 12              | —               | 19              | —               | —               | - BEL: 2x Bạch kim - FRA: Kim cương - CAN: Vàng - SWI: Bạch kim |          |
| Algo más de amor (1990)                       | - Phát hành: 1990 - Hãng đĩa: CBS - Định dạng: LP • cassette • CD                                    | —               | —               | —               | —               | —               | —               | —               |                                                                 |          |
| Algo más de amor (1998)                       | - Phát hành: 6 tháng 4 năm 1998 - Hãng đĩa: Colombia - Định dạng: LP • cassette • CD                 | —               | —               | —               | —               | 27              | —               | —               |                                                                 |          |
| L'Essentiel 1977–2007                         | - Phát hành: 1 tháng 6 năm 2007 - Hãng đĩa: Colombia - Định dạng: LP • CD • CD/DVD • tải kỹ thuật số | 44              | —               | 1               | —               | 3               | 13              | 13              | - FRA: Bạch kim - BEL: Bạch kim - CAN: Vàng - SWI: Vàng         |          |
| "—" không phát hành hoặc không được xếp hạng. | |                 |                 |                 |                 |                 |                 |                 |                                                                 |          |

### Box set
| Tiêu đề                                                      | Chi tiết                                                              | Vị trí cao nhất | Chứng chỉ       | Doanh số |
| Tiêu đề                                                      | Chi tiết                                                              | FRA             | Chứng chỉ       | Doanh số |
| ------------------------------------------------------------ | --------------------------------------------------------------------- | --------------- | --------------- | -------- |
| Les Murs de poussière / Les Chemins de traverse / Fragile    | - Phát hành: 4 tháng 11 năm 1996 - Hãng đĩa: Columbia - Định dạng: CD | —               | - FRA: Bạch kim |          |
| Carte postale / Quelqu'un de l'intérieur / Photos de voyages | - Phát hành: 4 tháng 11 năm 1996 - Hãng đĩa: Columbia - Định dạng: CD | —               |                 |          |
| Cabrel Public / Sarbacane / Samedi soir sur la Terre         | - Phát hành: 7 tháng 10 năm 2002 - Hãng đĩa: Sony - Định dạng: CD     | 193             |                 |          |
| Collection 1977-1989                                         | - Phát hành: 7 tháng 11 năm 2015 - Hãng đĩa: Sony - Định dạng: CD     | —               |                 |          |
| "—" không phát hành hoặc không được xếp hạng.                |                                                                       |                 |                 |          |